# تكانلوي عليا
تكانلوي عليا (بالفارسية: تکانلوی علیا) هي منطقة سكنية تقع في قسم تشاراويماق المركزي في إيران. يقدر عدد سكانها بـ 169 نسمة .